# 엔더의 게임
엔더의 게임(영어: Ender's Game)은 오슨 스콧 카드의 SF 소설이다. SF 잡지 아날로그 사이언스 픽션 앤 팩트 1977년 8월호에 처음 수록되었다. 그 후 1985년 장편화되어 출판었다. 장편 작품은 1985년 네뷸러상, 1986년 휴고상을 수상하여 더블 크라운을 달성했다. 2013년 개빈 후드 감독에 의해 영화화가 되었다.

## 시리즈
엔더스 게임 시리즈는 지금까지 총 15편이 발매되었으며, 16편이 곧 발매 예정중이다.
1편 Ender's Game (1985)
2편 Speaker for the Dead (1986)
3편 Xenocide (1991)
4편 Children of the Mind (1996)
5편 Ender's Shadow (1999)
6편 Shadow of the Hegemon (2001)
7편 Shadow Puppets (2002)
8편 First Meetings (2002)
9편 Shadow of the Giant (2005)
10편 A War of Gifts: An Ender Story (2007)
11편 Ender in Exile (2008)
12편 Shadows in Flight (2012)
13편 Earth Unaware (2012)
14편 Earth Afire (2013)
15편 Earth Awakens (2014)
16편 Shadows Alive (발매예정)